# Kornelijus Platelis
Œuvres principales
Jotvingių malda šuoliuojant į priešą 1985
Prakalbos upei 2002
Kornelijus Platelis est un poète lituanien également connu comme essayiste, traducteur, ministre de l’Éducation.

## Biographie
Né en 1951 à Šiauliai en Lituanie, Kornelijus Platelis a fait des études d’ingénieur de travaux publics et bâtiments à Vilnius. À l’époque soviétique, pendant 12 ans, il exerçait son métier, en même temps qu’il pratiquait l’art de la littérature. En 1988, Korenlijus Platelis a rejoint le mouvement démocratique et indépendantiste lituanien. Il assuma diverses fonctions politiques au début de l’indépendance, dont celui de ministre de l’Éducation de Lituanie.
Actuellement Kornelijus Platelis préside l’Association des artistes de Lituanie (lt). Depuis 2001, il est le rédacteur en chef de l’hebdomadaire « Littérature et Art » (Literatūra ir Menas) à Vilnius, Lituanie. Il est aussi un membre de l’Association des traducteurs littéraires de Lituanie ainsi que de l’Association des écrivains de Lituanie. Depuis 1990 il est le président du conseil d’administration du festival international « Automne poétique de Druskininkai » (Poetinis Druskininkų ruduo ), dont il fut le lauréat en 1996. Le Prix national de la culture et de l'art lui a été attribué en 2002. 
Kornelijus Platelis a publié sept recueils de poésie en lituanien, dont Žodžiai ir dienos (Mots et jours ; 1980), Namai ant tilto (La maison sur un pont ; 1984), Pinklės vėjui (Pièges pour le vent ; 1987), Luoto kevalas (La carcasse d’un bateau ; 1990), Prakalbos upei (Oraisons pour un fleuve, 1995), Palimpsestai (Palimpseste, 2004); trois recueil de poésie en anglais, un en italien, et un livre d’essais sur l’écologie de la culture Būstas prie Nemuno (Existence près de Nemunas, 1989). De plus, il a publié ses traductions lituaniennes de la poésie choisie de T.S. Eliot, Seamus Heaney, Ezra Pound, Robert Bringhurst ainsi que de « History of Polish Literature » (L’histoire de la littérature polonaise) de Czesław Miłosz. En outre, il a écrit des amples commentaires du Vieux Testament, paru en lituanien.
La poésie de Kornelijus Platelis est réputée pour sa profonde voix intellectuelle ainsi que pour l’emploi créatif de l’archétype et du mythe. C’est un amalgame, d’une part, des styles politiques et déclaratifs, et d’autre part de l‘intensité mystique et de l’interrogation métaphysique.

## Œuvres
Les poèmes de Kornelijus Platelis sont traduits dans une douzaine de langues.
Ses poèmes Au clair de la lune et Vision font partie d’un recueil en français « Vingt poètes lituaniens d’aujourd’hui », Petit Véhicule, Nantes, 1997,  (ISBN 2-84273-021-6) traduction de Nicole Laurent-Catrice.